# 新权威主义
新权威主义（20世纪90年代起也被称作新保守主义）是中华人民共和国的一种政治思潮，部分被中国共产党接纳。新权威主义支持通过一个集权的中央政府推进市场改革，因此会被视作保守主义思想，即便支持者会称其为“马克思主义理论”。
起初，这一思想颇受欢迎。但1989年发生的“六四事件”使自由派与新权威主义者间、南派新权威主义与北派新权威主义之间产生了剧烈冲突。

## 历史背景
有学者将1980年代的新权威主义和1990年代的新保守主义思潮追溯到20世纪上半叶中国思想界关于民主与独裁以及中国现代化模式的三次争论。第一次是1910年代杨度的“君主救国论”和孙中山的“共和制”的君主制与共和制论战；第二次是1930年代的丁文江、蒋廷黻为代表的独裁派和胡适、张若奚等民主派的民主与独裁论战；第三次是1940年代以雷海宗、林同济等“战国策派”和艾思奇、罗隆基等民主派之争。新保守主义代表萧功秦则自述受到严复、梁启超、康有为与后期的章太炎等晚清保守派影响。
1978年中共十一届三中全会后，邓小平成为中国的实际最高领导人，开始进行改革开放。毛泽东死后，中国开始强调务实的经济政策，采取更多样化的策略发展经济。到1982年，邓小平市场改革的成果愈发明显，这也使得当时的中国政府引入了更加激进的改革政策。更激进的改革政策标志着中国政府抛弃了新经济政策（经济列宁主义），拥抱市场社会主义。
经济发展的同时，中国的政治面貌也发生了变化。包括何汉理在内的一批学者认为中国这一阶段的转型是从极权主义转型至“协商式权威主义政权”。政治改革的愿景之一是“恢复精英政治的正常性和统一性，结束毛泽东时代后期的长期不稳定状态，创造一个更有秩序的领导层继承过程”。随着政治改革的逐步进行，一批自由派被引入领导层，意识形态统一性逐渐降低。

## 思想起源
权力下放自毛泽东发动的文化大革命时期就已有之，在邓小平执政期间则进一步加速。1994年时，郑永年用新权威主义的口吻写道：“邓小平的早期改革将权力下放到地方政府一级，（目的是）将权力下放到各个企业……但这种尝试……触犯了地方政府日益增长的权力，他们不希望单个企业保留利润，（并）开始与中央政府就利润保留问题讨价还价，（夺取）企业的决策权。这种干预抑制了试图从工业发展中获利的改革；权力下放……反而限制了改革进展。”
虽然中国政府自1986年12月起宣布开始进行“反对资产阶级自由化”，但有关新权威主义和自由主义的论战还是自1988年开始于学术界涌现。吴稼祥写于1988年上半年的《萌芽与移栽：个人所有权成长的历史道路》引起了中国政府对新权威主义的兴趣，吴稼祥在文章中称他“发现英国现代化的最早监护人竟是英王，他一夜推倒一百座城堡的惊人之举，为英国的现代化大厦奠了基”，因此“在民主与自由‘结婚’之前，有一段专制与自由的‘调情’期。如果说民主是自由的终身伴侣，则专制是自由的婚前‘情人’”。
当时，中国大陆的新权威主义思潮中内部存在着以北京为中心的北派（吴稼祥、张炳九）和以上海为中心的南派（萧功秦、王沪宁）的分野，两派都支持市场经济优先发展和建立现代化导向的强力权威政治，但也有存在差异。北派倾向于建立新权威排除思想阻力，将西方制度由行政手段人为、快速的搬用到中国。南派认为搬用市场制度或政治体制，均会导致中国经济、政治和社会生活的严重脱序，进而政治激进主义也将会导致主导这场现代化改革的政府权威急剧流失。北派只是激进的经济自由主义的一个变种，而南派可以归入到新保守主义的范畴，反对政治和经济上的激进主义。
据赵紫阳回忆，1988年他对邓小平说，现在有一种新权威主义，就是政治强人稳定形势，发展经济。邓小平表示，我就是这个主张。但是不必用这个词。

## 北派新权威主义
这一思想的很多元素来自于亨廷頓的理论。亨廷顿认为後共產主義的东欧诸国精英应采取渐进的改革方案，因此称其为“新权威主义”。由于亨廷顿在拒绝了积极的现代化理论的同时还能给出一条比社会主义市场经济更快的改革道路，因此颇受赵紫阳身旁的政策制定者欢迎。
吳稼祥是赵紫阳的助理，二人关系很好。本质上来说，吳稼祥的观点大致是荣剑和亨廷頓观点的杂糅。亨廷顿所著的《变化社会中的政治秩序》拒绝将经济发展（现代化）作为一个独立的单纯变量迁移到政治领域中。他认为民主以制度化和政治稳定为前提条件，民主和经济变革会给政治稳定带来压力甚至破坏政治稳定。他认为衡量一个政治制度的标准是其维持秩序的能力。在20世纪60年代的写作中，他对美国和苏联给予了同样的赞扬，他认为苏联或许在社会公正方面有所不足，但其强有力控制措施弥补其可能带来的政治不稳定。
到了20世纪80年代末，毛泽东思想中的许多理论已被抛弃，鉴于改革开放的影响，许多人认为中国有可能直接过渡到资本主义社会。但包括荣剑、吳稼祥等人在内的一批知识分子认为，中国也可能走向“新权威主义”，即一批具有改革意识的精英建立一个强有力的政府来进行改革，或者说是一种“仁慈独裁”。
尽管新权威主义计划进行独裁，但即使是中国人中比较进步的反对者，也认为新权威主义通过先建立自由市场，再建立民主制度是可行的。民主最终会与自由市场共存（这也可能是其并未被完全接纳的部分原因）。
尽管新权威主义一定程度上建立于马克思主义之上，但其与毛泽东思想或是亨廷顿的理论之间都有区别。新权威主义认为经济改革是政治改革的条件，而毛泽东思想则一般认为两者是互相促进的关系。但是，中国政府对经济基础决定上层建筑的怀疑一定程度上赋予了新权威主义合法性。
吴稼祥也认同市场是民主的必要条件。市场减少了公共决策的数量，以此减少了寻求政治权利的人数，从而减少了政治行动的“成本”。尽管国家都存在集权倾向，政经分离为进一步的分权奠定了基础，并进一步否定了专制。市场也界定了利益，增加了“责任”，减少了民主政治前的政治贿赂问题。另一方面，如果没有市场经济，或者有的是混合经济，大量的人将会寻求政治职位，这提高了政治行动的“成本”，使有效的协商变得困难，最终使得政治行动过度。为了避免这个问题，一个没有发达市场的国家必然存在强人政治和高度的中央集权。

## 演变为新保守主义
主张政治上集权、经济上分权的北派新权威主义在六四事件后逐渐失宠。不过，到1992年，北派新权威主义仍在流亡人士中有一定影响力，流亡的知识分子和学生都将其作为立即实施自由民主的替代方案，其相关实践与苏联的戈尔巴乔夫任内实施的相关举措也有相似之处。
外界评论认为，“北派新权威主义”的吴稼祥等人把“新权威”三个字套到赵紫阳身上，有政治野心，也引起了邓小平的不满。在六四事件中，南派和北派新权威主义的表现截然不同。何汉理认为，“六四清场”后，北派新权威主义对民众参与问题的回避，使其和赵紫阳一同下台。何汉理还认为，在此之后，新权威主义演变为了新保守主义。新保守主义主张在政治和经济两方面都进行集权，并为民众建立共同的道德价值观:637–9:33。新保守主义者反对激进的政治变革，认为有必要采取独裁和渐进的方式来实现现代化。
20世纪90年代的新保守主义从80年代末的南派新权威主义发展而来，与当时政治上和经济上的激进主义相对立。他们主张政府在推进现代化的过程中，通过适当加强宏观控制严厉打击官倒、腐败与社会犯罪，稳定社会秩序，防止社会失范的进一步加剧。六四事件和苏东剧变证实了这一派的先见之明。90年代初，南派新权威主义打出了“新保守主义”的旗号。

1960至2014年间四小龙人均GDP增长

随着俄罗斯自由化的失败及威权体制的新加坡的崛起，新保守主义似乎渗透到了中共内部。最著名的例子便是来自上海的知识分子王沪宁，他是20世纪80年代的思想界重要人物，也是之后10年里中共中央总书记江泽民的亲密顾问，新保守主义者在这一时期得到了江泽民的庇护。
傅士卓写道，即便是撇开1989年的镇压不谈，政府缺乏资源从根本上解决农业部门的问题，使过去保守派和改革派之间博弈转变为实际政策所消耗的时间大大减少。郑永年在1994年时认为资本主义通过严格划分公共领域和私人领域以对国家权力进行制衡，自由派知识分子主张经济增长必然带来中央集权国家的崩溃，而新保守主义与自由派的观点针锋相对。郑永年还写道：“为了引入真正的市场经济，北京必须将企业从地方行政干预中解放出来，重新控制用于投资基础设施的资金。正如许多作者所建议的那样，国家必须首先重新集权，才能深化地方分权”。
虽然新保守主义者仍然将民主作为一项长期目标，但他们认为六四事件证明了他们的强国家主张。他们还认为中国应该按照亚洲四小龙的模式发展经济，并继续从亨廷顿处汲取思想。即便亨廷顿是支持限制民主的外国人，他的观点在新保守主义者看来有自身价值。
社会批评家、异见分子刘晓波相信中共的保守化是对六四事件的回应。除了新保守主义外，保守主义本身也伴随着毛左派的崛起复兴。
1992年《中国青年报》发表的文章〈苏联巨变之后中国的现实应对与战略选择〉是一份重要的新保守主义文件，其回应了苏联解体:58。该文称，苏联剧变的根本原因是“空想资本主义”，并认为“党的建设的当务之急，是完成革命党向执政党的转变，不能再以破坏性的理论来指导现代化建设”:59。作者还在文中表示“中国社会主义意识形态的合法性，主要有两个来源。一是‘十月革命一声炮响，给中国送来了马克思主义’；二是毛泽东倡导的‘山沟沟里的马列主义’，即有中国特色社会主义，这也是中国六十年代后得以与苏联相抗衡的力量源泉。”:60
江泽民任内，新保守主义者受到了中国官方的资助，而江泽民本人的“三个代表”重要思想亦被一些学者认为是“温和的新保守主义”。新保守主义理论家萧功秦支持“在强大掌控下的缓慢转型”:53。另一位知名的新保守主义理论家王沪宁:637后来担任中共中央政治局常委兼全国政协主席职务，辅佐总书记习近平。

## 社会主义元素的复兴
尽管人们常常将新权威主义的激进市场化与邓小平的理论相提并论，但邓小平的理论似乎没有那么激进，他主张国家继续控制经济。
中国的列宁主义经济模式，或者说中国式的新经济政策已于1982年被抛弃，但最初中国仍少有私有化的尝试。尽管新权威主义者认为快速的工业化会导致农村的私有制发展及商业的发展，并且认为没有什么比市场社会主义更能指挥工业发展了，但是去集体化的进程非常缓慢。在1970年代家庭联产承包责任制的主要任务完成之后，农业体制基本没有再发生变化。
邓小平的死似乎解除了江泽民的新保守主义方案的最后一道锁链。然而，尽管市场经济的实际表现甚佳，而且中国政府足够强大以执行新权威主义的政策，但中国政府仍需要大规模计划以免社会上的失业情况影响政权稳定。鉴于东欧的情况，中共实际采取了比新权威主义更现实的做法。
由于物价自由化看起来明显比较可行，自1996年以来，中国共产党开始实行了一项大规模的计划以达到物价自由化。有论者认为，1990年代后的社会愿景依然是保守派陈云所倡导的，似乎与罗默观点相似的市场社会主义，这一愿景一直持续到物价自由化结束的2003年。此外，物价自由化被视为“不过是20世纪80年代政策的延续”，“市场社会主义”被认为是同时避免了计划经济下计算问题和股份制不平等的一种经济体系。
物价自由化及经济改革的确给中国带来了高速的经济增长，但也导致了1980年代末的通货膨胀，并与其他因素一同导致了1980年代中国民主运动的发展及1989年的“六四事件”。而在此之后，除了继续吸引老左派的列宁主义经济模式外，又出现了同样反对市场社会主义的新左派思潮。新左派学者王绍光提供了反对分权和贫富差距的有力论据，而崔之元则主张在毛泽东的《鞍钢宪法》基础上实行车间民主。另一边，中国的民族主义学者何新将世界银行强加新自由主義的企图描绘为文化帝国主义，又称接受这一体系是自杀行为。而中国的领导层视议会制、司法独立和媒体独立为私有制的关键部分并加以宣传，以此使这些制度丧失了部分吸引力。

## 后续
中国采用的政策在维持经济高速发展的同时还能维持政治稳定，这使得很多学者认识到了威权体制在快速稳定的经济增长中能起到的角色。尽管中国政府仍将民主化作为一项长期目标，但经济增长才是现代化的首位。
郑永年在1994年的文章中解释道：“应保持稳定的政治体制，加强行政权力，为市场增长提供有利的条件。若没有这些条件，不论是‘改革’还是‘开放’都不可能得到施行……稳定压倒一切，政治改革的先决条件是能为经济进步提供非常有利的条件……若没有稳定的政治环境，就必然没有发展，更别说‘门户开放’政策了。所以，如果政治改革或者民主破坏了稳定，那么就没有必要施行它们。换言之，我们宁愿要一个专制稳定的政权”。
邓小平本人则在1987年解释道：“为什么我们对学生闹事问题处理得这么严肃，这么迅速呢？因为中国不能再折腾，不能再动荡。一切要从大局出发。中国发展的条件，关键是要政局稳定。”考虑到中国政府的压倒性实力，郑永年认为如果中国实行民主化，那么更可能是上层精英赠予社会的，而非内部斗争出来的。
一项2018年的研究认为中国目前存在四种主流意识形态，除了新保守主义/新权威主义外，另外三种思潮分别是新左翼、新儒家及自由主义。

## 批评及看法
在“新权威主义”高涨时，黄万盛、荣剑、于浩成、远志明等民主派反对的声音也十分强烈。荣剑在学术争论中反对他自己此前的观点，认为新保守主义及新权威主义是退步的思潮，并表示支持多党制。他也因一篇关于此事的新闻文章成名。吴稼祥所列的批评者名单更长，包括曹思源、陈新权、丁宁宁、杜汝楫、范忠信、冯英子、高光、高放、顾昕、戈扬、郭苏建、黄万盛、黄秋耘、胡绩伟、韩树英、韩水法、姜先星、李泽厚、李盛平、李景鹏、李一蠡、厉以宁、黎鸣、刘晓波、刘东、刘在平、吕英寰、罗子桂、秦晓鹰、荣剑、邵燕祥、孙立平、沈大德、王器、王若水、王逸舟、万润南、吴廷嘉、吴知伦、肖国亮、谢云、谢泳、徐葵、许良英、远志明、杨春贵、岳麟章、严家其、于浩成、张显扬、张晓刚、张绪文、张宗厚、张明澍、郑永年、周文彰等。谢志浩认为，北派新权威主义与民主派之争是“稳健民主派”和“激进民主派”之争，双方曾在中国人民大学八百人大礼堂展开大辩论，副校长谢韬主持。
华裔加拿大社会学学者赵月枝认为新权威主义者试图通过独裁来避免改革过程中的经济危机。索特曼认为新权威主义既反映了“中国革命前领导人”的观点，又反映了“当代第三世界强人”的观点，且他认为新权威主义与自由主义的争论类似于西方的保守主义与自由主义的争论。沙乌曼以蘇紹智的一句话作为他相关分析的结论，“中国当今需要的是强硬的自由派领导”。
李成和林恩·怀特认为新权威主义与真理标准大讨论后20世纪80年代崛起的专家统治思潮产生了共鸣。何汉理认为对新权威主义的批评将会聚焦在其拥护“旧式”的建制及魅力型领导人。